# Sebastián Cuerdo
Sebastián Leonel Cuerdo (Sumampa, 16 luglio 1986) è un ex calciatore argentino, di ruolo portiere.